# Ferreñafe (distrito)
Ferreñafe é um distrito do Peru, departamento de Lambayeque, localizada na província de Ferreñafe.

## Transporte
O distrito de Pueblo Nuevo é servido pela seguinte rodovia:
- LA-107, que liga a cidade de Pueblo Nuevo ao distrito de Mochumí[1][2][3]